# Atlanticus gibbosus
Atlanticus gibbosus is een rechtvleugelig insect uit de familie sabelsprinkhanen (Tettigoniidae). De wetenschappelijke naam van deze soort is voor het eerst geldig gepubliceerd in 1894 door Samuel Hubbard Scudder.